# Radiologia del sistema osteo-articolare
La radiologia del sistema osteo-articolare (radiologia tradizionale, ecografia, tomografia computerizzata, imaging a risonanza magnetica) consente di indagare numerose patologie a carico dello scheletro, dei muscoli, delle articolazioni, dei tendini e dei legamenti. Ognuna di queste metodiche presenta vantaggi e svantaggi nello studiare una particolare patologia o distretto corporeo.

## Indicazioni

### Radiologia convenzionale

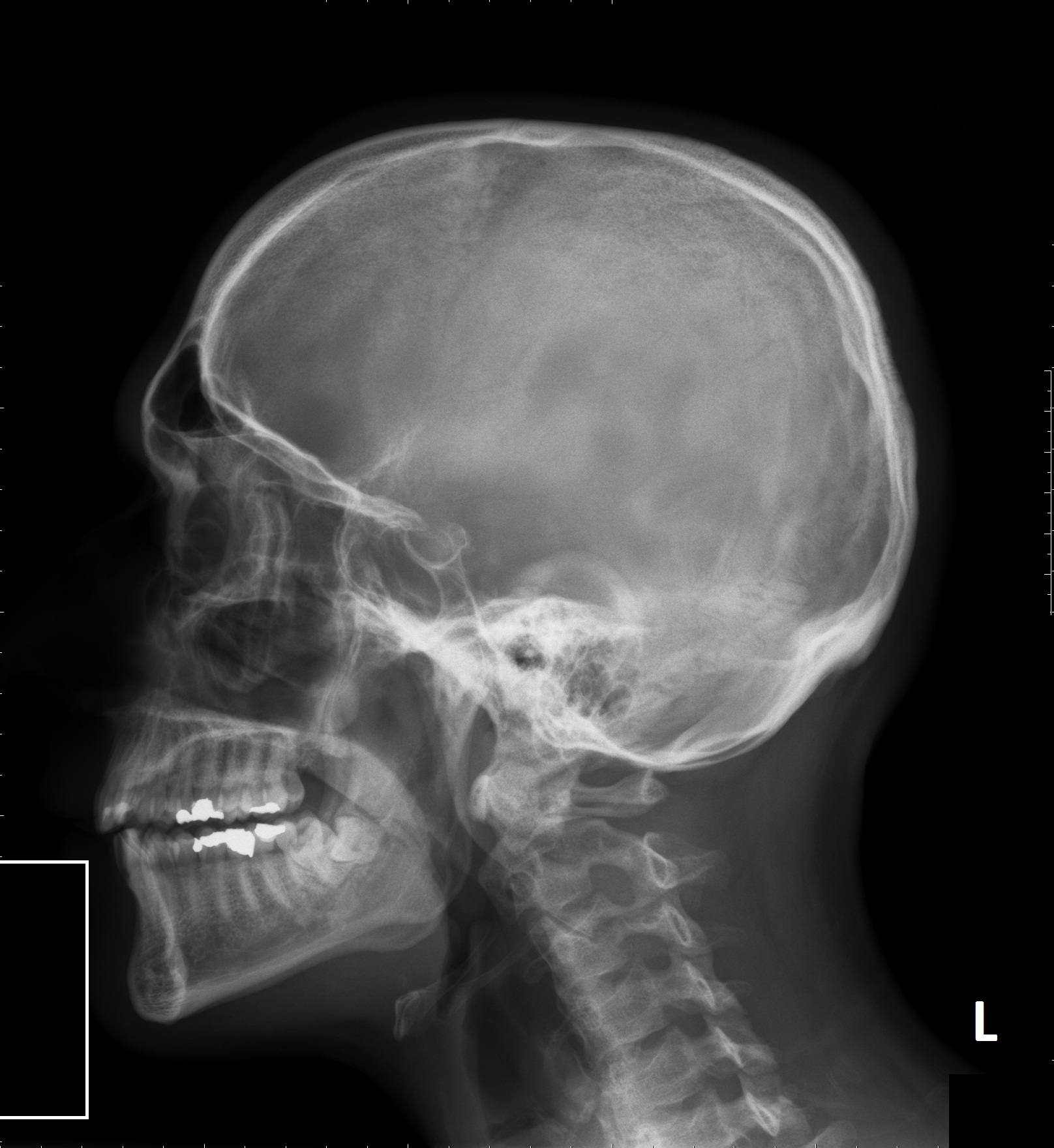
Radiografia di un cranio umano in proiezione latero-laterale.

Questa tecnica permette di studiare in dettaglio la struttura delle ossa sfruttando la forte radiopacità di questo tessuto, dovuta al fatto che il calcio in esso contenuto presenta un numero atomico più elevato degli altri elementi chimici contenuti nei tessuti circostanti. Oltre a permettere l'agevole distinzione fra l'osso compatto e quello spongioso, permettendo di evidenziare eventuali alterazioni strutturali, queste tecniche consentono di studiare anche la forma e i rapporti fra i vari segmenti scheletrici.

### Ecografia

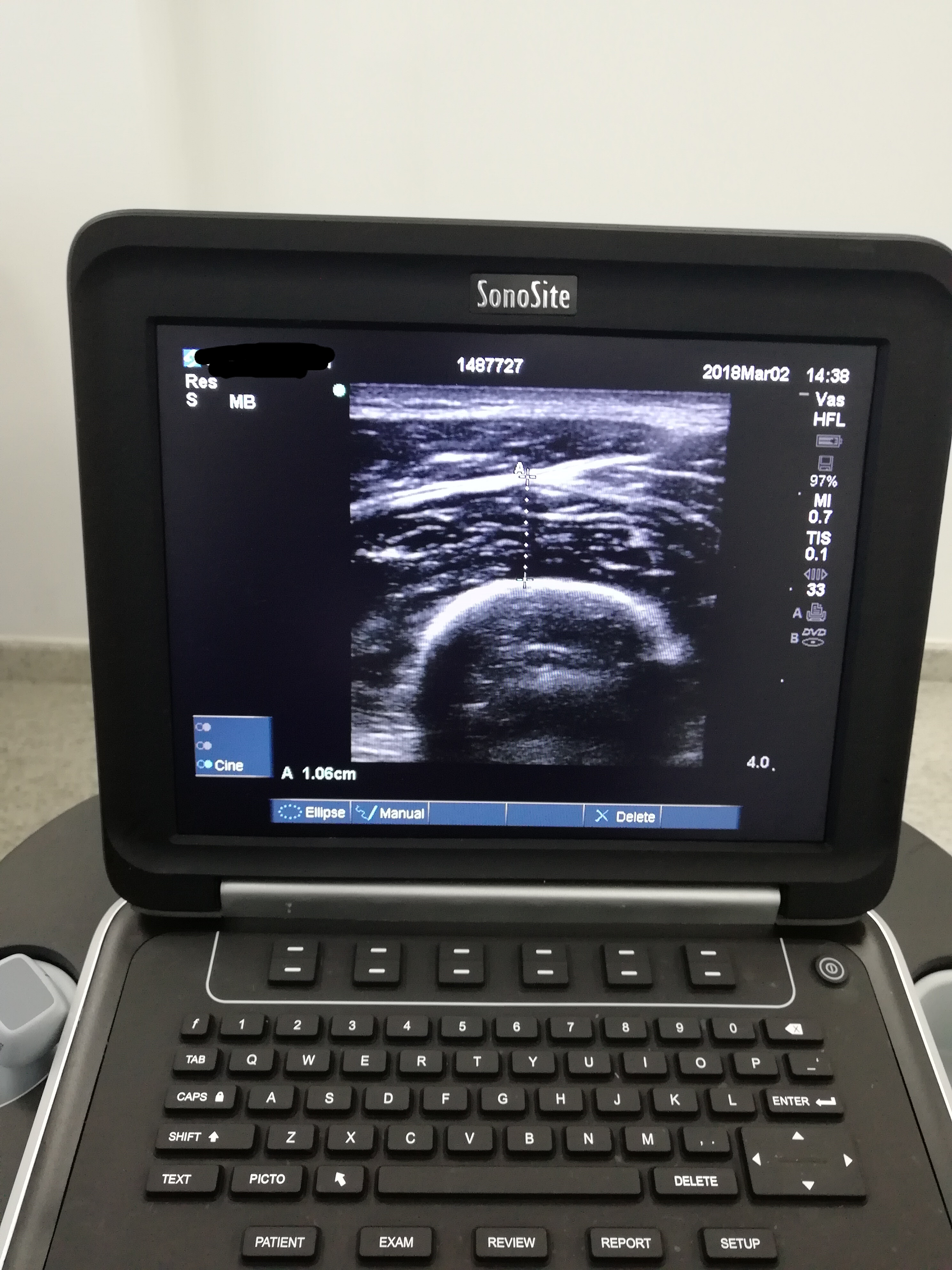
Misurazione ecografica dello spessore del muscolo retto femorale

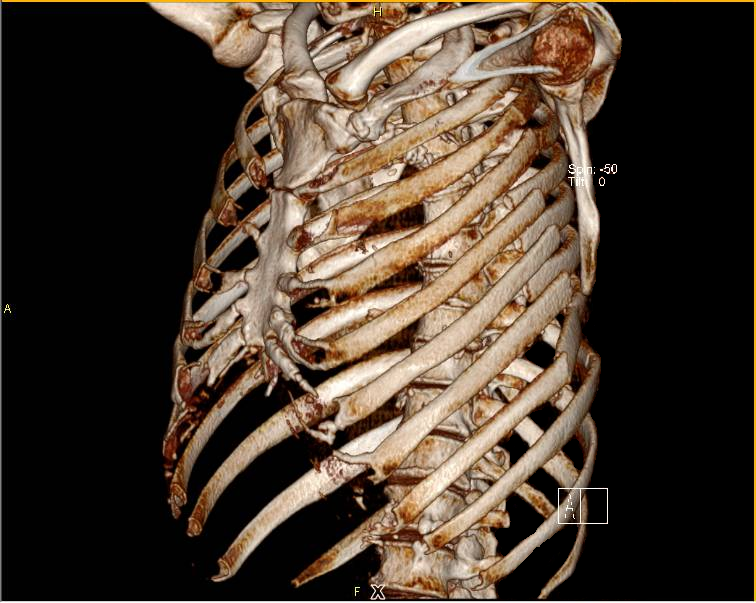
Ricostruzione tridimensionale di una TC toracica con un filtro che visualizza l'osso.

L'ecografia è la metodica di prima scelta per lo studio dei tessuti molli. Si utilizzano a tal fine sonde lineari ad alta frequenza (7,5-10 MHz) che vanno mantenute perpendicolari ai fasci muscolari durante le indagini per evitare artefatti. La metodica consente di differenziare bene il tessuto muscolare dalle sue guaine di rivestimento, di studiare la struttura dei fasci e di valutarne la vascolarizzazione mediante le metodiche color doppler. Di solito a tal fine si utilizzano scansioni sagittali e assiali.
Lo studio dei tendini è altrettanto accurato (permettendo di evidenziarne anomalie strutturali) e si può fare sia con le stesse sonde utilizzabili sui muscoli sia con sonde di tipo settoriale da 10-15 MHz, utilizzando scansioni longitudinali e assiali lungo il decorso degli stessi. Per migliorare la definizione si possono anche usare dei distanziatori.
L'ultrasonografia ossea quantitativa (QUS) permette di studiare come il tessuto osseo riflette le onde sonore, permettendo di identificare i soggetti a rischio di fratture. Di solito si studiano, con sonde da 0,1 a 1 MHz, il calcagno e le falangi delle mani. Tale metodica sta venendo posta come alternativa alla densitometria ossea nello studio dei soggetti affetti da osteoporosi.

### Tomografia computerizzata

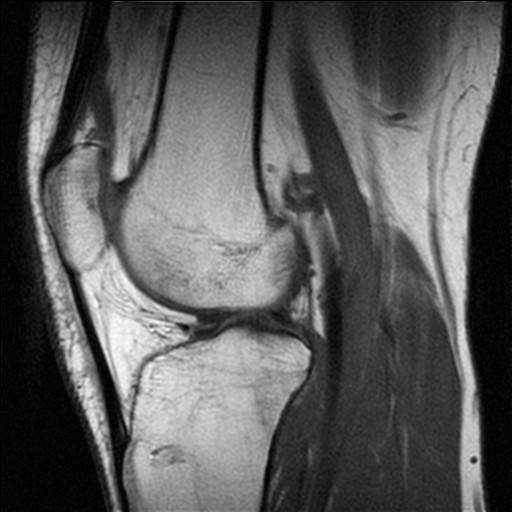
Immagine sagittale di un ginocchio ottenuta mediante risonanza magnetica

Rispetto alla radiologia convenzionale questa tecnica permette non solo di ottenere immagini 3D, ma anche di avere una maggiore risoluzione spaziale. Altro importante vantaggio è che consente di visualizzare bene non solamente l'osso ma anche i tessuti molli circostanti. Il principale uso di questa tecnica è quindi lo studio delle patologie articolari, oncologiche e dei traumi complessi, difficilmente analizzabili con la semplice radiologia convenzionale. Per lo studio di muscoli e tendini tuttavia questa metodica non è quella di prima scelta a causa della non ottimale risoluzione in contrasto.

### Risonanza magnetica
Il tessuto osseo, avendo al suo interno poche molecole d'acqua, non è direttamente visualizzabile mediante le metodiche RM (il segnale visibile in tale sede è interamente dovuto al midollo osseo). La RM eccelle nello studio dei tessuti molli e delle articolazioni (cartilagine, legamenti, tendini, muscoli, menischi, ecc.). In oncologia la RM permette di evidenziare bene l'invasione midollare e l'estensione delle lesioni neoplastiche ai tessuti molli.

## Alterazioni elementari del tessuto osseo
L'osso può essere alterato sia nella sua struttura sia nella sua forma. La radiologia convenzionale è l'esame che classicamente consente di rilevare le alterazioni strutturali, ed è basandosi su questa metodica che sono state definite le alterazioni elementari della struttura dell'osso (differenti alterazioni, da sole o in combinazione, sono presenti nei vari quadri clinici). Le alterazioni di forma possono invece essere congenite o acquisite, a seconda delle differenti patologie.

### Alterazioni elementari della struttura ossea
Sono divise in qualitative e quantitative.
Le alterazioni quantitative sono caratterizzate da mantenimento della normale struttura ossea, ma con associato deficit o incremento della radiopacità. In caso di aumento della radiopacità (e quindi rarefazione della struttura ossea) si parla quindi di osteoporosi, al contrario si parla invece di osteosclerosi.
Altre alterazioni dello stesso tipo sono l'osteolisi (in cui il tessuto osseo distrutto è occupato da tessuto di altro tipo, in tal caso si osserverà una lacuna nelle lesioni studiate), l'osteonecrosi (in tal caso si può osservare distribuzione disordinata della matrice minerale ossea per morte della componente organica) e la periostosi (in cui si ha proliferazione alterata del periostio).
Le alterazioni qualitative della struttura ossea sono invece definite osteodistrofia (in tale caso si ha sostituzione del tessuto osseo normale con tessuto fibroso).

#### Osteoporosi

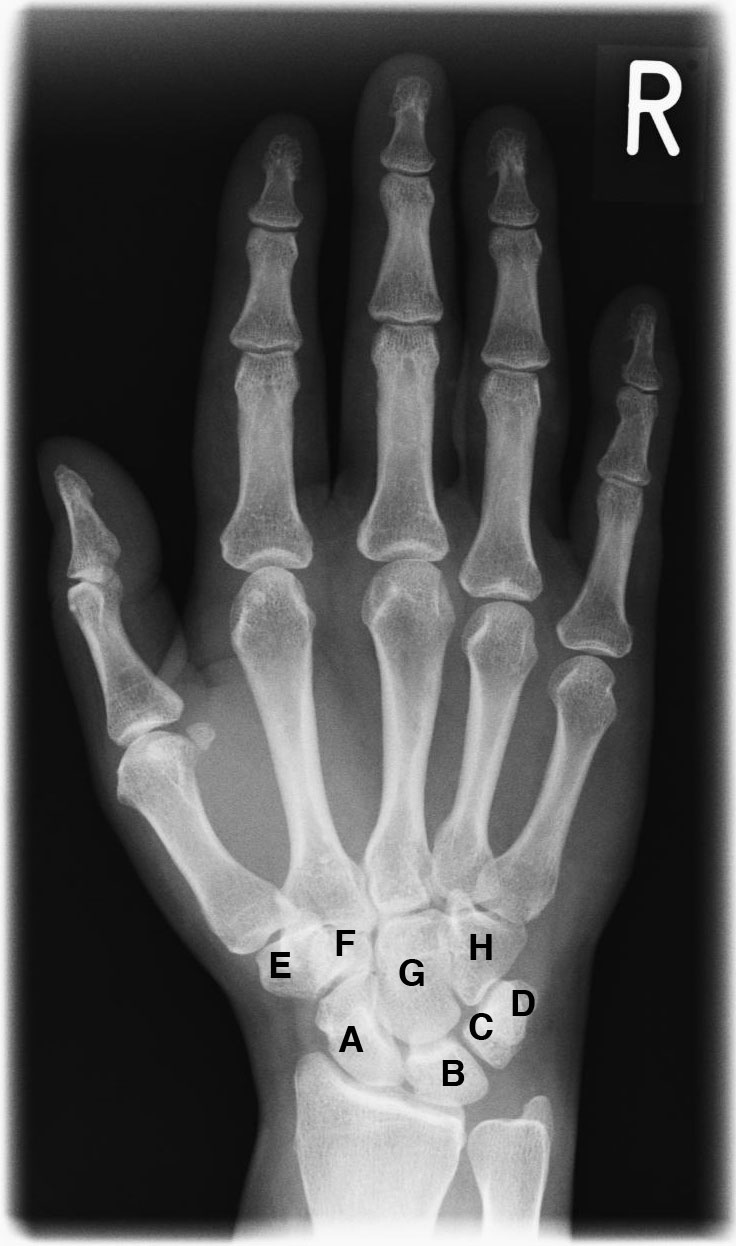
radiografia di una mano normale (A Scafoide, B semilunare, C piramidale, D Pisiforme, E Trapezio, F Trapezoide, G Capitato, H Uncinato)

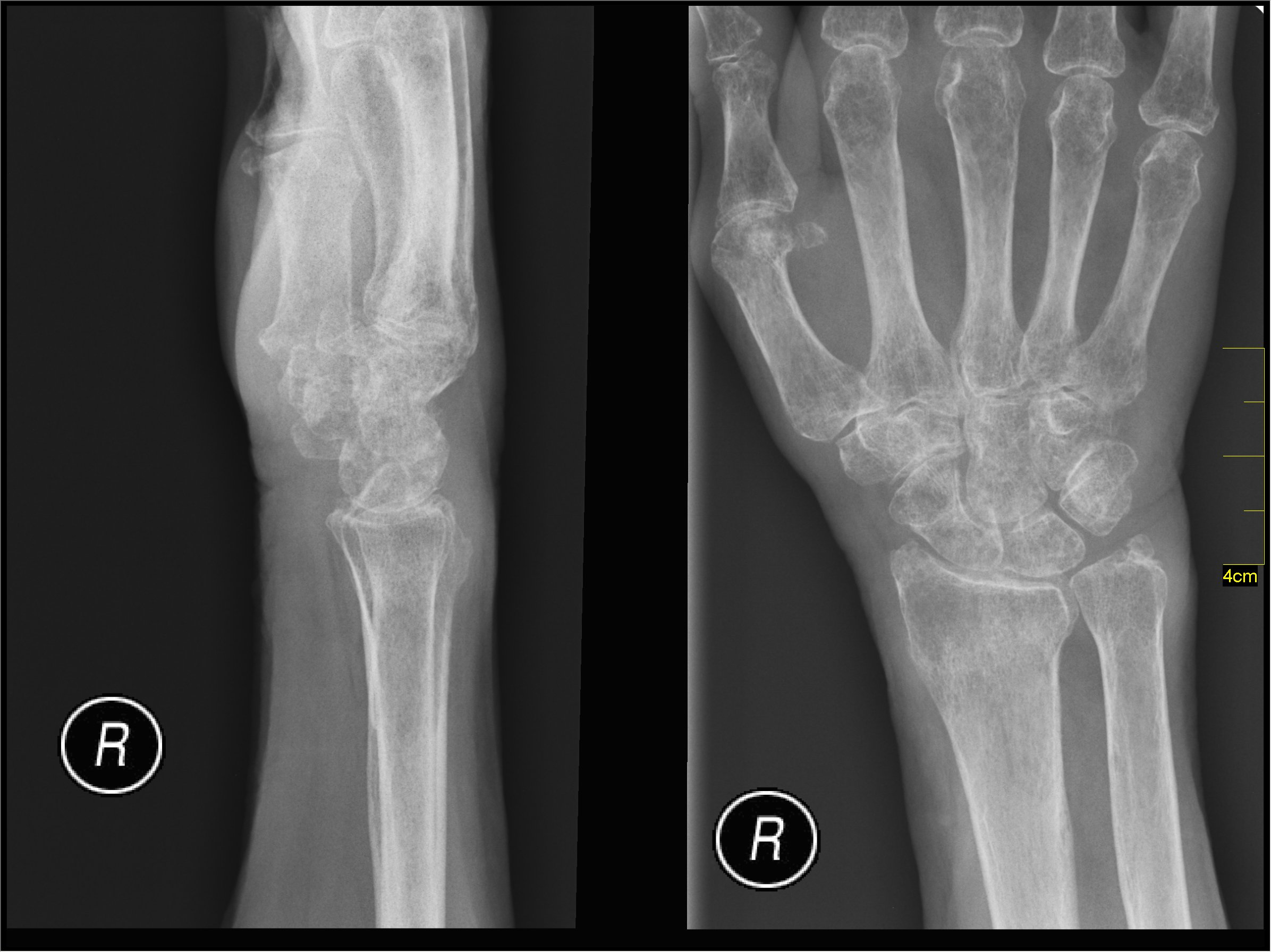
Osteoporosi a livello della mano e del polso. Si noti la relativa radiotrasparenza e rarefazione delle trabecole ossee rispetto all'immagine a sinistra

È causata dalla perdita di massa ossea. Per essere rilevabile dalla radiologia convenzionale l'entità di tale perdita deve essere pari almeno al 30-40% del totale. Per tale ragione la radiologia convenzionale consente di evidenziare questo fenomeno solo in fase tardiva (al contrario della densitometria ossea, per questo utilizzata nella diagnosi precoce). L'osteoporosi si differenzia dall'osteopenia per il grado di perdita (si parla di osteoporosi solo se la perdita è maggiore di 2,5 deviazioni standard rispetto alla popolazione sana). Rispetto all'osteomalacia nell'osteoporosi il rapporto fra matrice minerale e organica è conservato.
Radiologicamente l'osso affetto si mostra molto nitido, con evidenza di poche trabecole residue a livello dell'osso spongioso, più evidenti lungo le linee di forza. Lo spazio midollare risulta aumentato di volume e si perde la distinzione fra osso corticale e spongioso, con iper-evidenza del primo che risalta sulla relativa radiotrasparenza del secondo. Spesso sono evidenti anche segni di microfratture (come strie radiopache trasversali e deformazione dei profili ossei).
L'osteomalacia si ha per alterazioni nella deposizione della matrice minerale. Solo nel bambini influenza anche le cartilagini di accrescimento e porta al rachitismo. Nell'adulto può essere secondaria a deficit nutrizionali (forma primitiva) o dovuta a problemi renali (forma secondaria). In tutti i casi radiologicamente si osserva sfumatura del disegno trabecolare, formazioni di orli osteoidi e assottigliamento della corticale, con contemporanea presenza di fratture patologiche e deformazioni. Nel rachitismo (malattia dell'età infantile causata da deficit di vitamina D) le lesioni sono più gravi e interessano anche le cartilagini di accrescimento (in tale caso si osserva sfrangiamento, spezzettamento e irregolarità della zona di apposizione di nuovo osso). Nelle zone sottoposte a carico è possibile osservare anche una deformazione "a coppa", mentre a livello sterno-costale è visibile il rosario costale rachitico (dovuto a rammollimento dello sterno in tali sedi). Sono evidenti anche deformazioni di carico dffuse, cifosi e scoliosi.
Anche nello scorbuto (dovuto a carenza di Vitamina C) è possibile evidenziare segni radiologici tipici.

#### Osteosclerosi

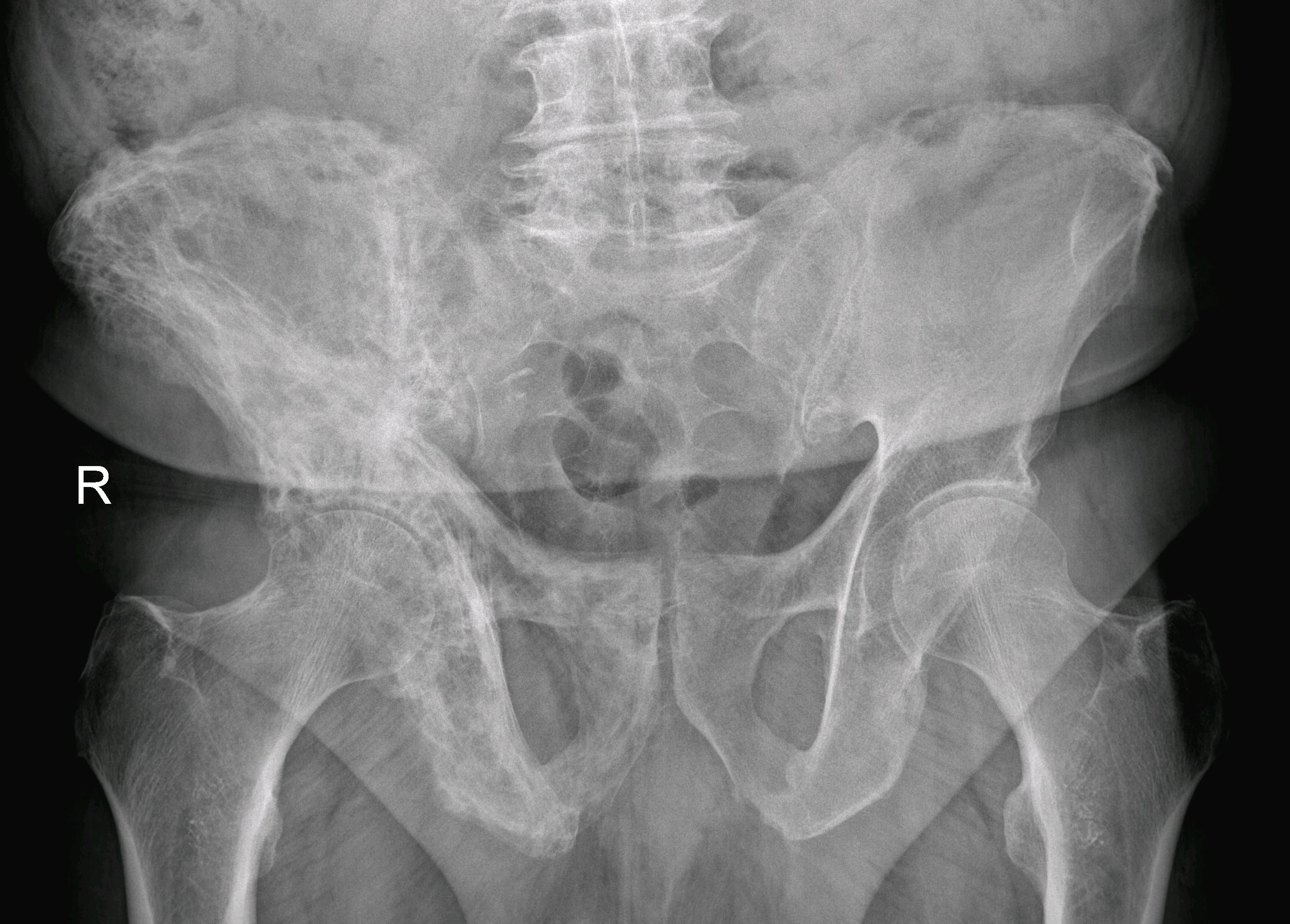
Malattia ossea di Paget a livello dell'anca destra

L'addensamento della struttura ossea si può presentare secondo 3 modalità: l'ossificazione, l'affastellamento e il collasso.

Metastasi osteoaddensanti da carcinoma prostatico

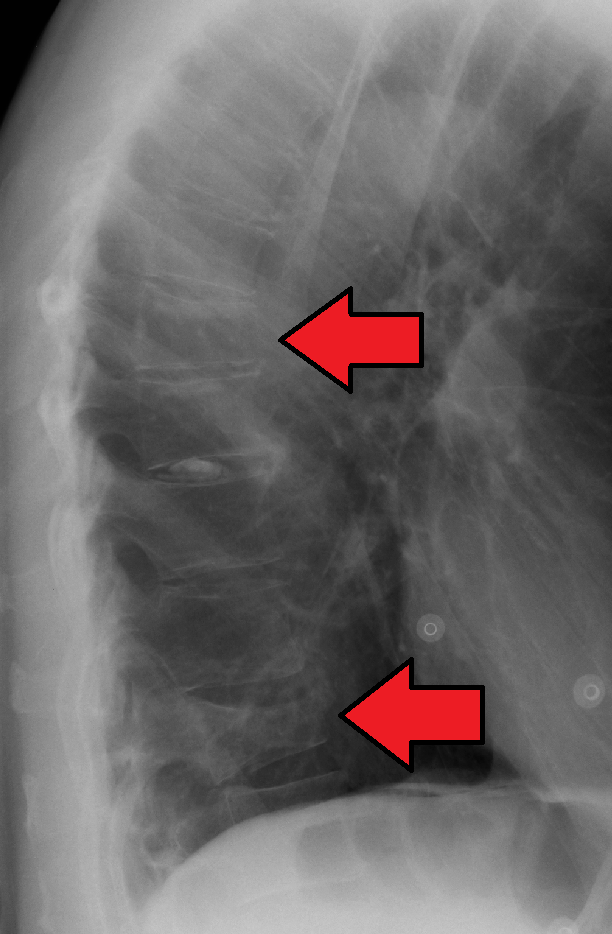
Crollo vertebrale a livello di T12

Nell'ossificazione si ha aumento di deposizione di matrice. Se ciò avviene nel contesto dell'osso trabecolare si parla di spongiosclerosi. Se il processo avviene a livello dell'osso compatto si parla invece di endostosi (in tal caso si ha riduzione degli spazi midollari) o periostosi (con modificazione di dimensioni e forma delle ossa coinvolte).
Nell'affastellamento la struttura dell'osso viene riorganizzata senza produzione di nuovo tessuto osseo. Spesso tale riorganizzazione è causata da modifiche del carico a cui l'osso è sottoposto, con conseguente cambio dell'orientamento delle trabecole ossee.
Nel collasso si ha invece cedimento della struttura ossea, con disordinata riduzione degli spazi occupati dal tessuto stesso.
Le forme di osteosclerosi sono distinte in pure o idiopatiche oppure in secondarie o complicate.
Le forme idiopatiche comprendono l'osteopetrosi in cui è presente osteosclerosi generalizzata, la melorestosi in cui è interessato un solo segmento scheletrico e le osteosclerosi localizzate nel cranio.
Le forme secondarie sono invece dovute a sostanze tossiche (fosforo, fluoro, piombo, bismuto), tumori ossei, metastasi ossee osteoblastiche (ad esempio da carcinoma prostatico), malattie infiammatorie, malattie distrofiche (esempio malattia ossea di Paget).

#### Osteolisi

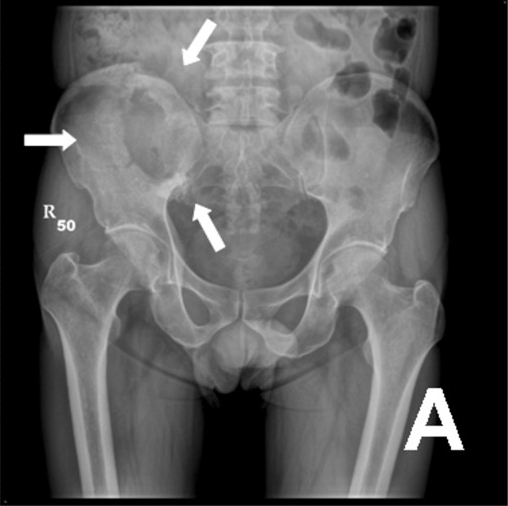
Grossa metastasi osteolitica in prossimità dell'articolazione sacro-iliaca di destra (frecce)

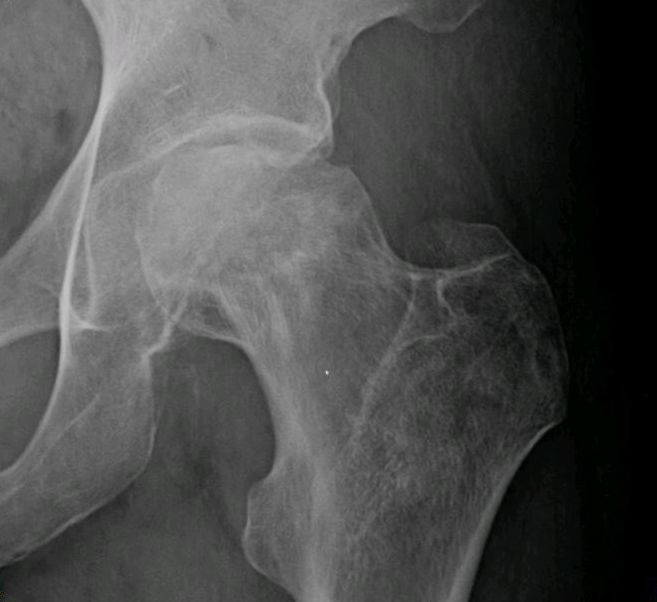
Osteonecrosi avascolare della testa del femore

Nel caratterizzare le aree di osteolisi è importante definirne la localizzazione, la struttura mono o plurilacunare, la forma, i margini e il comportamento del tessuto intorno. Un'osteolisi superficiale è definita usura (evolve in carie se si estende in profondità) mentre un'osteolisi profonda può essere anche una caverna o una cisti. Nelle osteolisi non neoplastiche il tessuto distrutto può essere rimpiazzato da fluido, mentre spesso in quelle causate da tumori è il tessuto neoplastico a occupare le zone erose, che può avere aspetti vari. I margini delle lesioni neoplastiche inoltre spesso non sono netti e il tessuto intorno spesso presenta sclerosi reattiva o invasione intorno alle lesioni più aggressive.

#### Osteonecrosi
Sono differenziate in asettiche e settiche. Le prime possono essere idiopatiche e interessare ogni segmento scheletrico (tipiche quelle a carico della testa del femore nella Malattia di Legg-Calvé-Perthes) oppure post-traumatiche (causate da devascolarizzazione di un moncone di frattura), emboliche (ad esempio da embolia gassosa), tossiche o da agenti fisici (folgorazione, congelamento).
Il tipico aspetto radiologico delle osteonecrosi settiche (osteomielite) e quello "a sarcofago" (ove il moncone osseo è circondato da tessuto di granulazione).

#### Osteodistrofia

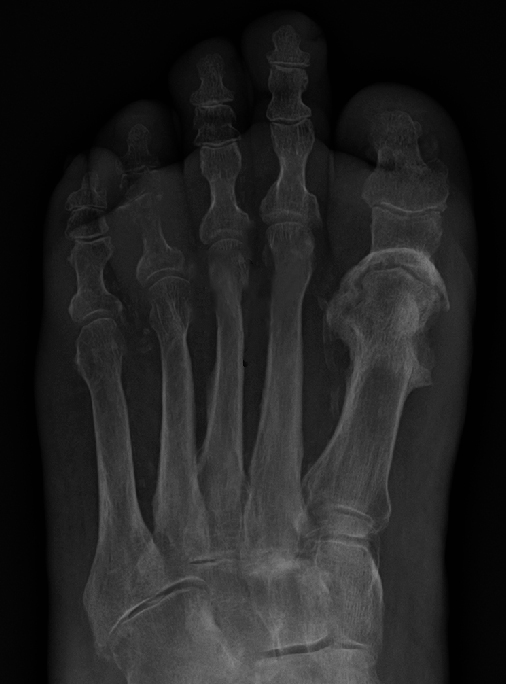
Osteomielite a livello del primo metatarso

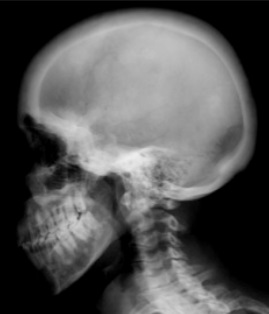
Osteodistrofia renale

Si presenta con lacune di varie dimensioni più o meno confluenti, che nelle fasi iniziali non presentano orletti sclerotici (data l'inattività del tessuto fibroso). Quando il processo patologico raggiunge la corticale il periostio incomincia ad apporre osso nuovo come forma di compenso, mantenendo l'aspetto della corticale stessa. Sono evidenti inoltre fratture patologiche.
Le varie patologie che danno osteodistrofia sono differenziate osservando le sedi del processo patologico e la genesi (esempio iperparatiroidismo).
Nella malattia di Paget le alterazioni strutturali sono prevalentemente osteosclerotiche. Inizialmente la malattia mostra aree di osteolisi e di fibrosi, che poi gradualmente vengono sostituite da aree osteosclerotiche. Questa malattia può aumentare il rischio di fratture patologiche, oltre che avere un modesto rischio di trasformazione neoplastica (osteosarcoma). Quando la malattia è prevalentemente sclerotica può porre dubbi diagnostici con le metastasi da carcinoma prostatico.

### Alterazioni elementari della forma ossea
Nell'ipoplasia si assiste al deficit di sviluppo di un osso o di parte di esso, mentre nell'iperplasia succede il contrario.
Nell'iperostosi si osserva invece aumento dello spessore di un osso, il contrario avviene nell'ipostosi.
Nella disostosi si osserva deformazione di un osso.

## Metodiche radiologiche nelle differenti patologie dell'apparato osteo-articolare
Le voci elencate in seguito trattano la diagnosi radiologica delle più diffuse patologie di questo apparato:
- Radiologia della patologia non oncologica dello scheletro
- Radiologia della patologia oncologica dello scheletro
- Radiologia delle articolazioni e dei tessuti molli